# Brandon Cantu
Brandon M. Cantu (Vancouver, 10 mei 1981) is een Amerikaans professioneel pokerspeler. Hij won op zowel de World Series of Poker 2006 als die van 2009 een van de toernooien. Daarnaast won hij onder meer zijn eerste WPT-titel in maart 2008 toen hij het Bay 101 Shooting Star-toernooi op zijn naam schreef, goed voor een hoofdprijs van $1.000.000,- . Cantu kreeg naar aanleiding van dat toernooi de bijnaam The Bounty Hunter ('de premiejager').
Cantu verdiende tot en met juli 2014 meer dan $4.200.000,- in pokertoernooien, cashgames niet meegerekend.

## Wapenfeiten
Cantu kreeg de bijnaam The Bounty Hunter omdat hij gedurende het Bay 101 Shooting Star-toernooi hoogstpersoonlijk zes profs uitschakelde op wiens hoofd tijdens dat evenement bonusprijzen stonden van $5000,- per stuk. Dit waren Bill Edler, John Juanda, Phil Laak, Joe Hachem, J.C. Tran en Jennifer Harman, die het toernooi op de derde plaats eindigde. Door vervolgens ook (niet-bonusspeler) Steve Sung te verslaan, won Cantu daarop de titel.
Zijn WSOP-titels won Cantu in verschillende pokervarianten. Zijn eerste haalde hij (samen met $757.839,-) binnen in 2006 door boven 2775 anderen te eindigen in een toernooi No Limit Hold'em. Drie jaar later won hij zijn tweede gouden armband in een toernooi Omaha Hi/Lo waaraan 762 spelers deelnamen, goed voor een hoofdprijs van $228.867,-.
Naast zijn WPT- en WSOP-titels won Cantu onder meer de $300 No Limit Hold'em Ultimate Poker Challenge 2006 (goed voor $9400,-) en de $5.000,- No Limit Hold'em 2010 Wynn Classic ($363,844,-).

## WSOP-titels
| Jaar                       | Toernooi                               | Prijs      |
| -------------------------- | -------------------------------------- | ---------- |
| World Series of Poker 2006 | $1.500 No Limit Hold'em                | $757.839,- |
| World Series of Poker 2009 | $1.500 Pot-Limit Omaha Eight-or-Better | $228.867,- |